# Белоглазов, Иван Дмитриевич
Белоглазов Иван Дмитриевич — участник Великой Отечественной войны, гвардии полковник, командир танковых бригад

## Биография
Иван Дмитриевич родился в июле 1902 года, даты рождения в энциклопедии и учетно-послужной карточке расходятся: указаны даты 7.07 и 25.07, в деревне Черниково Дмитровского уезда Орловской губернии. Позднее после смерти отца жил с матерью в селе Разветье Михайловского района Курской области.
С июля 1922 года проходил курсы 3-й пехотной Западной школы комсостава в Смоленске, которые успешно закончил в августе 1925 года.
С августа 1925 года служил командиром взвода полковой школы, помощником командира и командиром пулемётной роты 81-го стрелкового полка, командиром батальона 80-го стрелкового полка, заместителем командира по технической части учебно-танкового батальона, помощником командира бригады по технической части и командиром ремонтно-восстановительного батальона 5-й отдельной механизированной бригады.
В 1932 году закончил Броне-танковые курсы усовершенствования и переподготовки командного состава РККА имени тов. Бубнова.
С сентября 1937 года был назначен начальником автобронетанкового отдела 81-й стрелковой дивизии Киевского военного округа. С 1938 года — начальник автобронетанковой службы 49-го стрелкового корпуса. В 1939 году принимал участие в походе Красной армии в Западную Украину. С 20 июля 1940 года был назначен командиром 44-го танкового полка 3-й кавалерийской дивизии. В 1941 году прошёл курсы АКТУС при Военной академии механизации и моторизации РККА им. И. В. Сталина. С мая 1941 года был назначен командиром 134-го танкового полка 216-й моторизованной дивизии 24-го механического корпуса Киевского военного округа.

### Участие в Великой Отечественной войне
В начале Великой Отечественной войны в составе 134-го танкового полка участвовал в приграничном сражении на Юго-Западном фронте, затем был переведён в состав 12-й армии Южного фронта, в августе 1941 года с ранением эвакуирован в госпиталь.
С октября 1941 года занял должность заместителя командира 28-й отдельной танковой бригады, которая воевала в составе 16-й армии на Западном фронте. В конце октября участвовал в битве за Москву, где в боях за Скирманово бригада понесла значительные потери. Воевал в составе кавалерийской группы генерала Л. М. Доватора, участвуя в оборонительных боях в районах Новопетровска, Волоколамска и Ясной Поляны.
Об ожесточенных боях кавалерии и танков в направлении Волоколамска писал корреспондент «Комсомольской правды» С. Любимов.
Приказом НКО № 02281 от 09.04.1942 года был назначен командиром 186-й танковой бригады, которая входила в состав 10-го танкового корпуса. Участвовал в боях в направлениях Сухиничи и Жиздра, где во время частной наступательной операции 9 июля 1942 вместо выполнения приказа на наступление самовольно приказал танкам перейти к обороне, за что был снят с должности. С 9 сентября 1942 года был назначен командиром 17-й танковой бригады. Командуя бригадой воевал на Юго-Западном фронте в районах Калача, Кантемировки и Барвенково. Затем в составе 4-го гвардейского танкового корпуса в районах Красноармейск, Красный Лиман, Сватово. Со 2 апреля 1943 года бригада вошла в состав 1-го гвардейского механизированного корпуса. Летом 1943 года Иван Дмитриевич вместе с бригадой участвовал в Донбасской наступательной операции. С октября 1943 года был назначен начальником отдела боевой подготовки Харьковского Танкового военного лагеря, где за энергичную службу и добросовестную работу в сколачивании боевых частей получил высшую правительственную награду Орден Красного знамени. С 8 января 1945 года был назначен командиром 21-й гвардейской танковой бригады. Участвовал в Будапештской и Венской операциях.

### После войны
С января 1946 года назначен командиром 100-го механизированного полка 28-й кадровой механизированной дивизии. В том же году был слушателем курсов АКУОС при Военной ордена Ленина академии бронетанковых и механизированных войск Красной Армии имени И. В. Сталина. С июля 1950 года заместитель командира 28-й механизированной дивизии.
Уволен в отставку из-за болезни 22 июня 1953 года.

## Награды
- Орден Отечественной войны II степени — 27.09.1944,
- Орден Красного Знамени — 03.11.1944,
- Медаль «За оборону Москвы» — 01.05.1944,
- Медаль «За победу над Германией в Великой Отечественной войне 1941—1945 гг.» — 09.05.1945,
- Орден Ленина — 06.11.1947,
- Орден Красного Знамени — 20.04.1953[9]